# Saison 2023 du Championship (rugby à XIII)
Navigation
Édition précédente Édition suivante
La Saison 2023 du Championship (connu pour des raisons de partenariats comme la Betfred Championship, surnommé « Le Championship » en France) se joue entre quatorze équipes.
Avec la relégation du Toulouse olympique, ce championnat se joue à nouveau sur le sol anglais et français.

## Résultats

### Classement de la phase régulière
| Rang | Franchise               | J  | V  | N | D  | Pm   | Pe  | Diff | Pts |
| ---- | ----------------------- | -- | -- | - | -- | ---- | --- | ---- | --- |
| 1    | Featherstone Rovers     | 27 | 25 | 0 | 2  | 1079 | 295 | +784 | 50  |
| 2    | Toulouse olympique XIII | 27 | 19 | 0 | 8  | 834  | 385 | +449 | 38  |
| 3    | Bradford Bulls          | 27 | 16 | 1 | 10 | 677  | 572 | +105 | 33  |
| 4    | Sheffield Eagles        | 27 | 16 | 0 | 11 | 780  | 560 | +220 | 32  |
| 5    | London Broncos          | 27 | 16 | 0 | 11 | 600  | 552 | +48  | 32  |
| 6    | York City Knights       | 27 | 15 | 0 | 12 | 557  | 557 | 0    | 30  |
| 7    | Batley Bulldogs         | 27 | 15 | 0 | 12 | 506  | 519 | -13  | 30  |
| 8    | Halifax                 | 27 | 14 | 1 | 12 | 690  | 572 | +118 | 29  |
| 9    | Widnes Vikings          | 27 | 13 | 0 | 14 | 619  | 654 | -35  | 26  |
| 10   | Swinton Lions           | 27 | 9  | 0 | 18 | 426  | 739 | -313 | 18  |
| 11   | Barrow Raiders          | 27 | 8  | 1 | 18 | 471  | 672 | -201 | 17  |
| 12   | Whitehaven              | 27 | 8  | 0 | 19 | 481  | 809 | -328 | 16  |
| 13   | Keighley Cougars        | 27 | 8  | 0 | 19 | 506  | 837 | -331 | 16  |
| 14   | Newcastle               | 27 | 5  | 1 | 21 | 415  | 918 | -503 | 11  |

|  | Qualifié pour les demi-finales de la phase finale. |
|  | Qualifié pour la phase finale.                     |
|  | Relégué en League 1.                               |

Attribution des points : deux points sont attribués pour une victoire, un point pour un match nul (si dans la prolongation est déterminé au golden point extra il reçoit un second point), aucun point en cas de défaite.

### Phase finale
|  | Quarts de finale    | Quarts de finale        |                  |    | Demi-finales   | Demi-finales |  |  | Finale | Finale |
|  | Quarts de finale    | Quarts de finale        |                  |    | Demi-finales   | Demi-finales |  |  | Finale | Finale |
|  |                     |                         |                  |    |                |              |  |  |        |        |
|  |                     |                         |                  |    |                |              |  |  |        |        |
|  |                     |                         |                  |    |                |              |  |  |        |        |
|  | Featherstone Rovers | 26                      |                  |    |                |              |  |  |        |        |
|  | Featherstone Rovers | 26                      | Sheffield Eagles | 0  |                |              |  |  |        |        |
|  | London Broncos      | 36                      | Sheffield Eagles | 0  |                |              |  |  |        |        |
|  | London Broncos      | 36                      | London Broncos   | 42 |                |              |  |  |        |        |
|  |                     |                         | London Broncos   | 42 | London Broncos | 18           |  |  |        |        |
|  |                     |                         |                  |    | London Broncos | 18           |  |  |        |        |
|  |                     | Toulouse Olympique XIII | 14               |    |                |              |  |  |        |        |
|  | Bradford Bulls      | Toulouse Olympique XIII | 14               | 22 |                |              |  |  |        |        |
|  | Bradford Bulls      | Toulouse Olympique XIII | 38               | 22 |                |              |  |  |        |        |
|  | York Knights        | Toulouse Olympique XIII | 38               | 8  |                |              |  |  |        |        |
|  | York Knights        | Bradford Bulls          | 20               | 8  |                |              |  |  |        |        |
|  |                     | Bradford Bulls          | 20               |    |                |              |  |  |        |        |

#### Finale
Homme du match : 
Points marqués :
Évolution du score : 
Arbitre :
Spectateurs : 

## Médias

### Télévision et multi-écrans
En Grande-Bretagne et en Irlande, les matchs clefs de la saison (finale d'accession par exemple) sont retransmis sur Sky Sports.
Parfois aussi sur l'application « OurRL ». Soit en accès payant ou gratuit.

### Radio
En Angleterre, les antennes locales de la BBC diffusent certains matchs.

### Presse écrite
Au Royaume-Uni, la presse treiziste suit évidemment la saison. Un mensuel  comme Rugby League World proposant même, avant chaque début de saison, un mini-calendrier de la compétition ou « booklet ». Chaque semaine des reportages sur les matchs disputés sont également disponibles dans Rugby Leaguer & League Express.
En Australie, le championnat est suivi dans les pages internationales de la revue Rugby League Review.
En France, Midi Olympique, peut, de manière sporadique, lui consacrer des articles. Surtout quand une équipe française, le Toulouse olympique jusqu'à présent, dispute la compétition. La presse régionale (L'Indépendant et La Dépêche du Midi) propose parfois , dans certaines de ses éditions seulement, des articles sur ce qu'elle appelle tout simplement le « Championship ».